# يوشيكو ياماغوتشي
يوشيكو ياماغوتشي (باليابانية: 山口淑子 ) (و. 1920 – 2014 م) هي مغنية، ومذيعة أخبار، ومقدمة تلفزيونية، وصحفية، وممثلة مسرحية، وممثلة أفلام، وسياسية من الصين، واليابان، ولدت في فوشون، كانت عضوةً في الحزب الليبرالي الديمقراطي الياباني، توفيت عن عمر يناهز 94 عاماً، بسبب قصور القلب.

## مناصب
تولت منصب عضو مجلس المستشارين.

## وصلات خارجية
- يوشيكو ياماغوتشي على موقع IMDb (الإنجليزية)
- يوشيكو ياماغوتشي على موقع ألو سيني (الفرنسية)
- يوشيكو ياماغوتشي على موقع ميوزك برينز (الإنجليزية)
- يوشيكو ياماغوتشي على موقع أول موفي (الإنجليزية)
- يوشيكو ياماغوتشي على موقع قاعدة بيانات برودواي على الإنترنت (الإنجليزية)
- يوشيكو ياماغوتشي على موقع قاعدة بيانات الأفلام السويدية (السويدية)
- يوشيكو ياماغوتشي على موقع أول ميوزيك (الإنجليزية)
- يوشيكو ياماغوتشي على موقع ديسكوغز (الإنجليزية)
- يوشيكو ياماغوتشي على موقع قاعدة بيانات الفيلم (الإنجليزية)
- يوشيكو ياماغوتشي على موقع كينوبويسك (الروسية)